# Île d'Éléphanta
Ne doit pas être confondu avec Île Éléphantine ou Île de l'Éléphant.
L'île d'Éléphanta (ou encore île Gharapuri) est une des nombreuses îles de la baie de Bombay. Elle se trouve à 10 km des rives de la ville et est connue pour ses temples creusés dans la roche. Elle porte le nom d'Éléphanta car la première chose que virent les explorateurs portugais qui la découvrirent au XVIIe siècle fut une sculpture d'éléphant taillée à même la roche. La superficie de l'île est de 4 km2.
Il y a trois villages sur l'île : Shentbandar, Morabandar et Rajbandar. Rajbandar est le plus important d'entre eux.

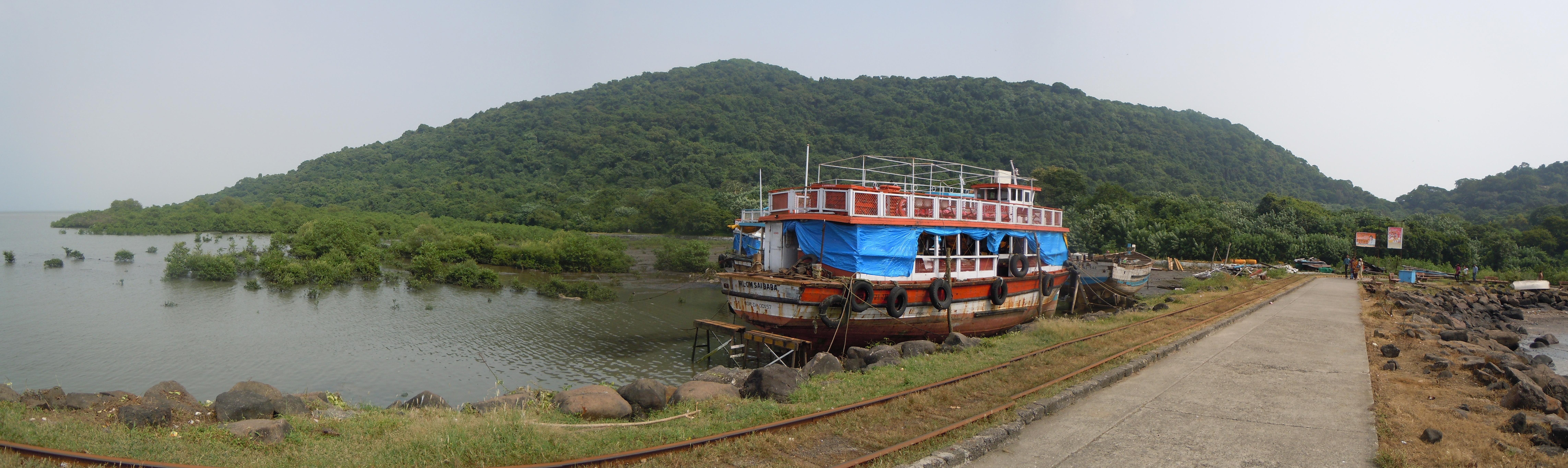
Île d'Éléphanta: nouvelle jetée de Shentbandar et ferry de liaison avec Mumbai en réparation
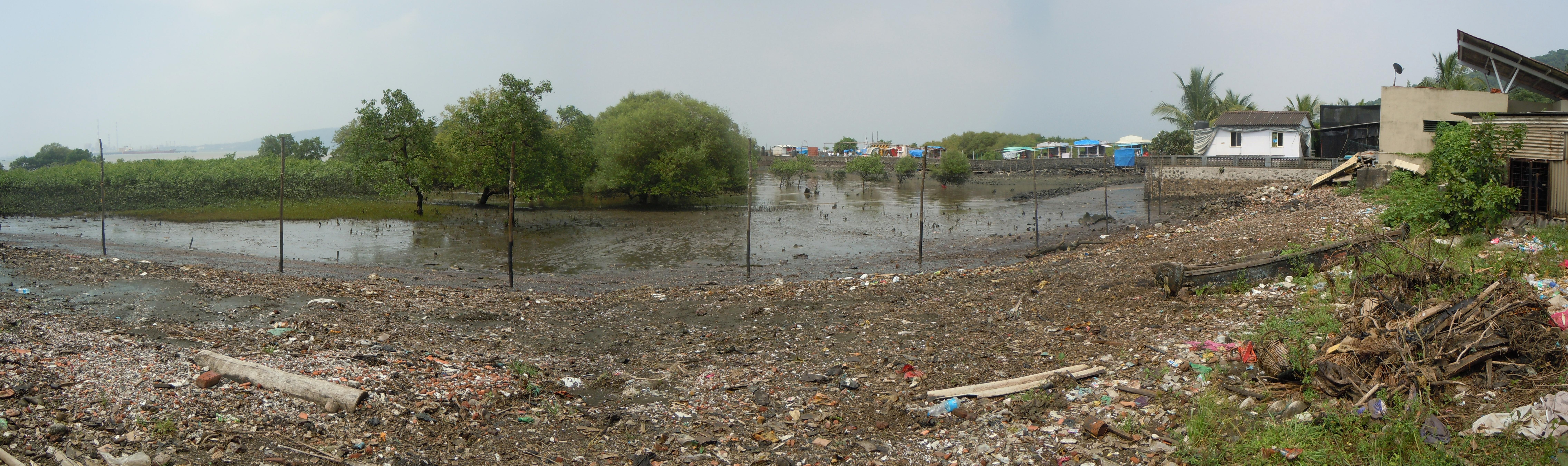
La mangrove à Shentbandar est asphyxiée par la pollution et par les déchets abandonnés sur l'île
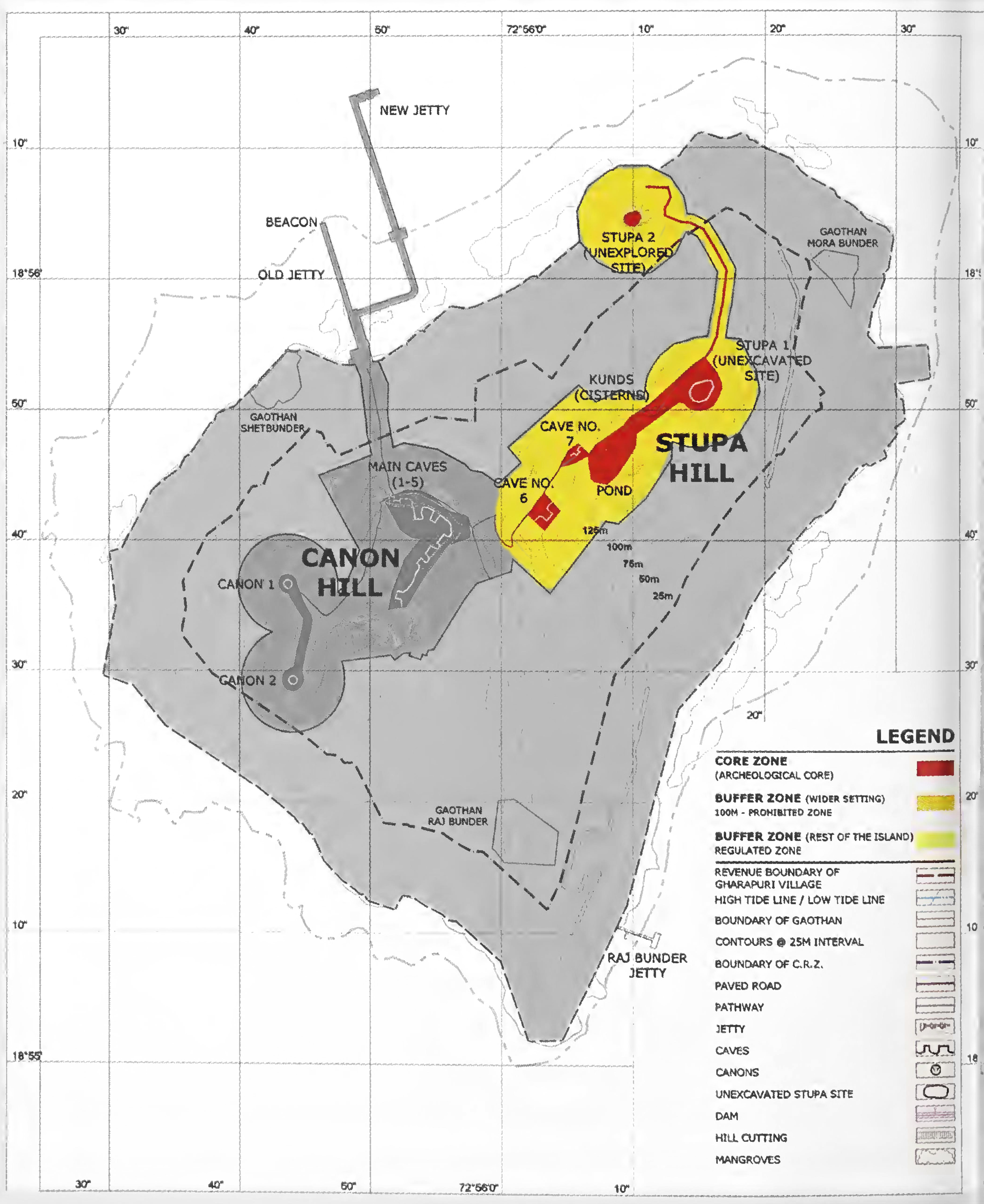
plan de l'île et des sites.

## L'île dans la culture
- Elephanta Gharapuri ou « l'île aux grottes » est citée dans Moby Dick d'Herman Melville, dans le chapitre 7, La Chapelle.

## Galerie

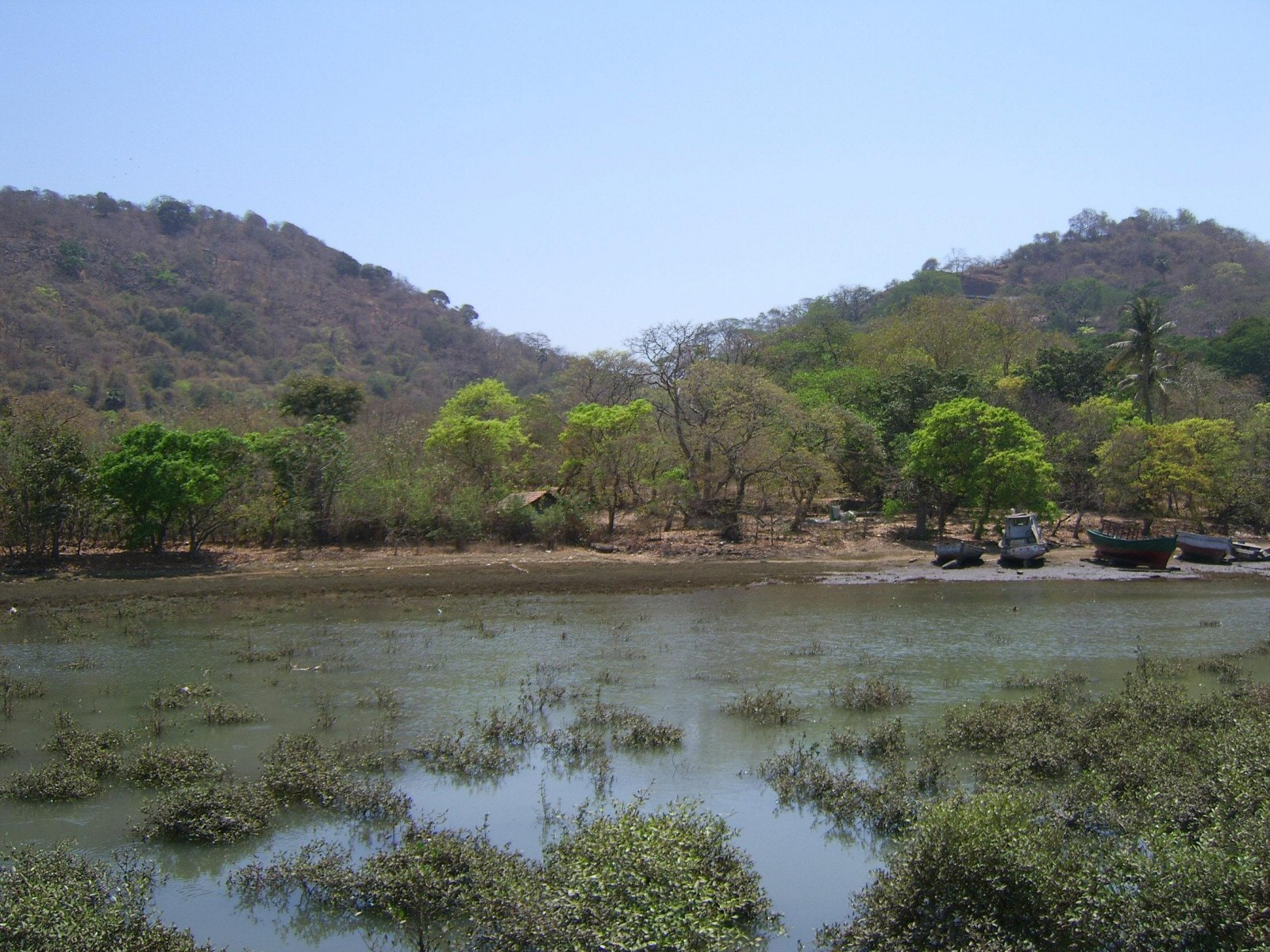
L'île vue de près du débarcadère
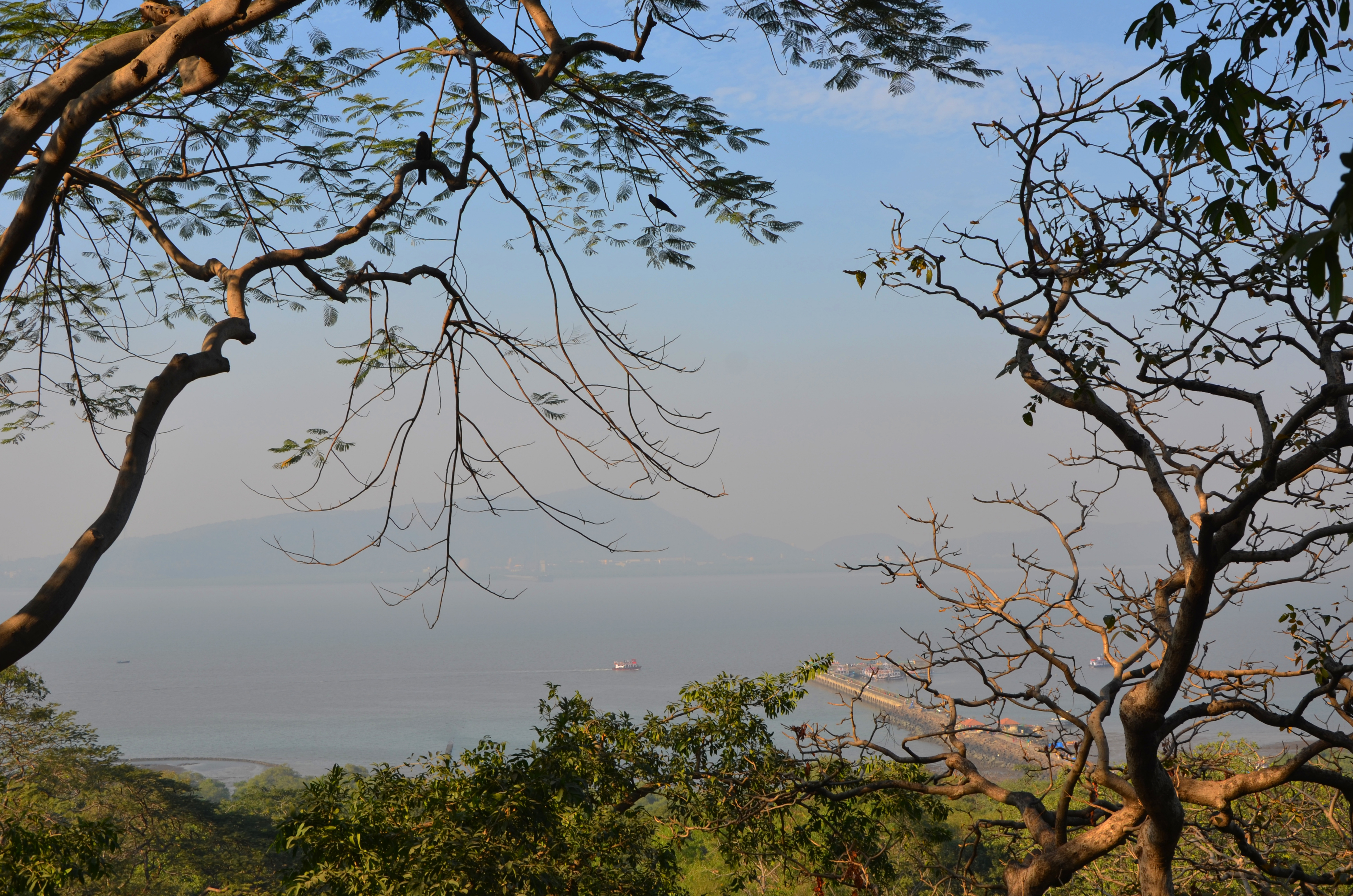
Vue de la jetée de l'île d'Elephanta, depuis ses grottes.
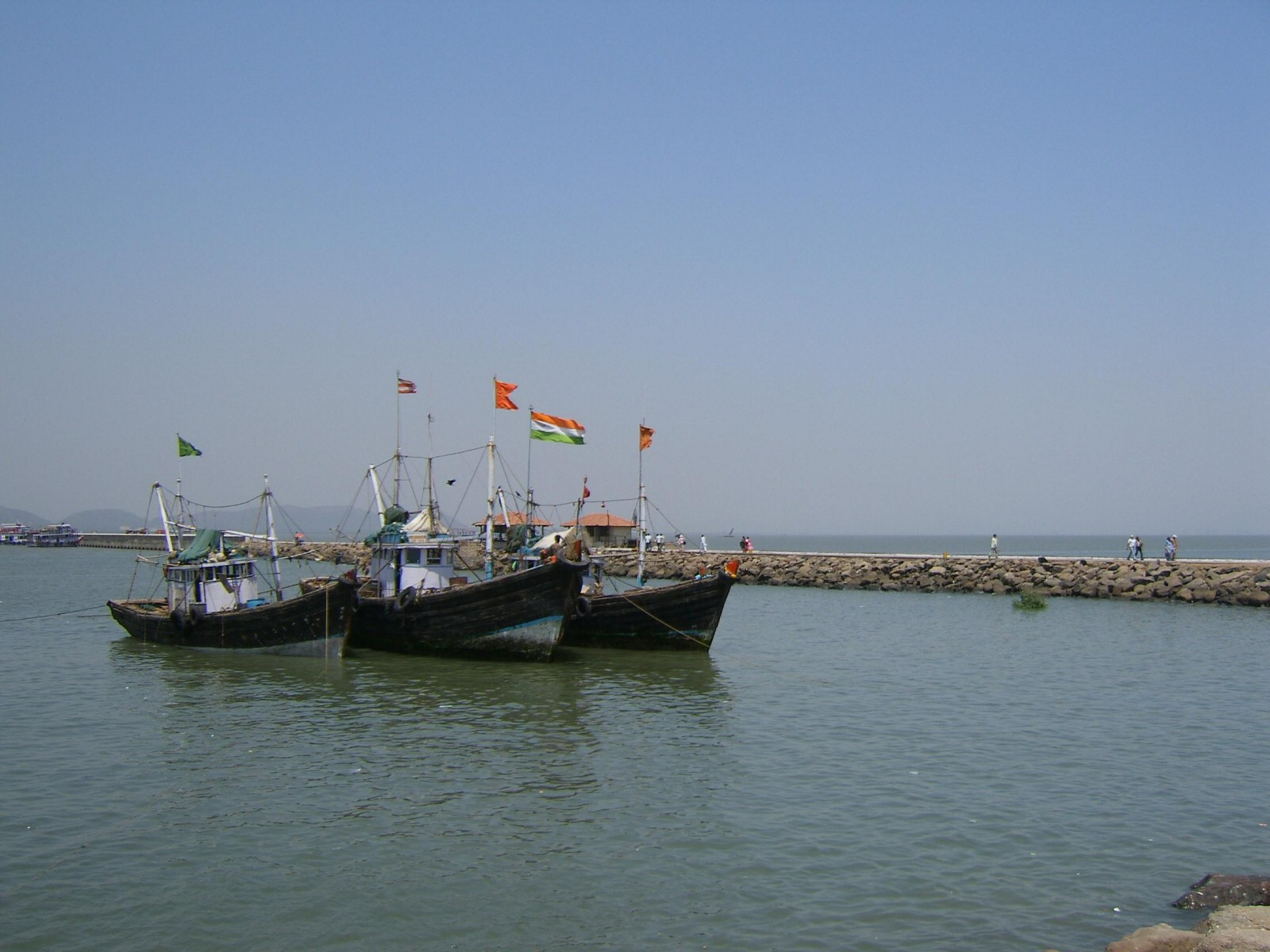
Bateaux de pêcheurs vivant sur l'île